# Campionato italiano assoluto di scacchi 2019
Il Campionato italiano assoluto di scacchi del 2019 è stata la 79ª edizione del Campionato Italiano Assoluto (CIA), organizzato dalla Federazione Scacchistica Italiana. È stato vinto da Alberto David (al suo terzo titolo).
La Finale del torneo si è svolta a Padova dal 23 novembre al 6 dicembre del 2019.

## Formula
Il CIA 2019 si è svolto in quattro fasi, chiamate Ottavi di Finale, Quarti di Finale, Semifinale e Finale.

### Ottavi e Quarti di Finale
Sono stati rispettivamente i campionati provinciali e regionali organizzati dai comitati locali.

### Semifinale
La Semifinale del CIA 2019 è stato un torneo open a sistema svizzero al quale potevano accedere tutti i tesserati alla FSI con cittadinanza italiana con i seguenti requisiti:
1. Tesserati con Elo superiore a 2100
2. Il 20% dei partecipanti ai campionati regionali (quarti di finale) fra coloro che detengono il titolo di Candidato Maestro (nazionale) e un punteggio inferiore a 2100 e coloro che hanno partecipato ai campionati regionali passando per i campionati provinciali (ottavi di finale).

### Finale
La Finale del CIA 2019 è stato un torneo con sistema all'italiana girone semplice a 12 partecipanti.
I 12 concorrenti sono stati selezionati secondo i seguenti criteri:
1. i primi 3 della Finale del CIA 2018;
2. i primi 3 della Semifinale;
3. il primo classificato del Campionato Nazionale Under 20 del 2018;
4. i primi 4 giocatori per Elo, considerando la media Elo degli ultimi dodici mesi dal luglio precedente la Finale e un numero minimo di 36 partite valide per la variazione dell’Elo FIDE giocate nello stesso periodo;
5. wildcard stabilita dalla FSI.

La cadenza stabilita per le partite era di 100' + 30" per le prime 40 mosse. 50' + 30" per le successive 20 mosse, 15' + 30" dalla 61ª mossa in poi. La vittoria andava al primo classificato.
In caso di ex aequo sia per la vittoria finale che per il podio era previsto uno spareggio con il sistema del tie-break con partite a cadenza rapida (12’ + 3”) sia con il bianco che con il nero e in caso di ulteriore parità con partite lampo (3’ + 2”) sia con il bianco che con il nero. Uno spareggio con più di due partecipanti avrebbe previsto un mini round-robin tra i giocatori coinvolti. Persistendo la parità era previsto il sistema sudden death nel quale il giocatore con il bianco ha 6' di tempo, mentre il giocatore con il nero ha 5' di tempo, ma la vittoria della partita anche in caso di patta.

## Finale
La finale del CIA2019 è stata vinta da Alberto David.

### Statistiche
| #  | Giocatore            | 1 | 2 | 3 | 4 | 5 | 6 | 7 | 8 | 9 | 10 | 11 | 12 | Totale |
| 1  | Alberto David        |   | ½ | 1 | 1 | 1 | 1 | ½ | 1 | ½ | ½  | ½  | ½  | 8      |
| 2  | Pier Luigi Basso     | ½ |   | ½ | 0 | ½ | 1 | 1 | ½ | ½ | 1  | 1  | 1  | 7.5    |
| 3  | Luca Moroni          | 0 | ½ |   | 1 | ½ | ½ | 1 | ½ | 1 | ½  | ½  | 1  | 7      |
| 4  | Lorenzo Lodici       | 0 | 1 | 0 |   | ½ | 1 | 1 | ½ | 1 | 0  | 1  | 1  | 7      |
| 5  | Alessio Valsecchi    | 0 | ½ | ½ | ½ |   | ½ | ½ | 1 | ½ | 1  | ½  | 1  | 6.5    |
| 6  | Sabino Brunello      | 0 | 0 | ½ | 0 | ½ |   | 1 | ½ | 1 | ½  | 1  | 1  | 6      |
| 7  | Fabrizio Bellia      | ½ | 0 | 0 | 0 | ½ | 0 |   | ½ | 1 | 1  | 1  | 1  | 5.5    |
| 8  | Andrea Stella        | 0 | ½ | ½ | ½ | 0 | ½ | ½ |   | ½ | ½  | ½  | ½  | 4.5    |
| 9  | Edoardo Di Benedetto | ½ | ½ | 0 | 0 | ½ | 0 | 0 | ½ |   | ½  | 1  | 1  | 4.5    |
| 10 | Marina Brunello      | ½ | 0 | ½ | 1 | 0 | ½ | 0 | ½ | ½ |    | 0  | ½  | 4      |
| 11 | Artem Gylevich       | ½ | 0 | ½ | 0 | ½ | 0 | 0 | ½ | 0 | 1  |    | 0  | 3      |
| 12 | Alberto Barp         | ½ | 0 | 0 | 0 | 0 | 0 | 0 | ½ | 0 | ½  | 1  |    | 2.5    |

### Spareggio 3º posto
| Giocatore      | R1 | R2 | L1 | L2 | SD | Totale |
| -------------- | -- | -- | -- | -- | -- | ------ |
| Luca Moroni    | 0  | 1  | 0  | ½  | -  | 1½     |
| Lorenzo Lodici | 1  | 0  | 1  | ½  | -  | 2½     |